# Arthur Pearson (Politiker)
Arthur Pearson, CBE, JP (* 31. Januar 1897 in Pontypridd, Glamorgan, Wales; † 14. April 1980 ebenda) war ein britischer Gewerkschaftsfunktionär und Politiker der Labour Party, der unter anderem von 1938 bis 1970 Mitglied des Unterhauses (House of Commons) sowie von 1946 bis 1951 Treasurer of the Household war.

## Leben
Arthur Pearson, Sohn von William Pearson, erhielt seine Ausbildung an örtlichen Grund- und Zentralschulen. Bereits mit zwölf Jahren begann er als Laufbursche zu arbeiten und arbeitete 25 Jahre lang von 1913 bis 1938 bei den „Pontypridd Chainworks of Brown, Lennox and Co.“. Er wurde 1920 zum Schatzmeister der örtlichen Zweigstelle der „Chainworkers Association“ gewählt und belegte 1934 bei der Wahl zum Nationalsekretär der Vereinigung den zweiten Platz. Während des Ersten Weltkrieges diente er von 1916 bis 1919 bei den Welsh Guards. 1924 wurde er noch vor seiner Wahl zum Ratsmitglied zum Sekretär der Labour-Party-Gruppe von Pontypridd der Union of Democratic Control (UDC) gewählt, eine 1914 gegründete Interessengruppe zum Drängen auf eine reaktionsfähigere Außenpolitik, die zwar keine pazifistische Organisation war, jedoch jeglichen militärischen Einfluss auf die Regierung ablehnte. Er war ferner von 1926 bis 1938 Mitglied der Pontypridd UDC und vertrat die Gemeinde Trallwn. Er war darüber hinaus von 1937 bis 1938 dessen Vorsitzender und von 1928 bis 1945 auch Mitglied des Glamorgan County Council. Des Weiteren fungierte er von 1933 bis 1934 als Vorsitzender des Bildungsausschusses von Pontypridd und wurde 1939 zudem zum Friedensrichter (Justice of the Peace) berufen. Er war außerdem viele Jahre lang Sekretär des Pontypridd Trades and Labour Council, des örtlichen Gewerkschaftsbundes.
Nach dem Tode des bisherigen Labour-Unterhausabgeordneten David Lewis Davies am 25. November 1937 wurde Pearson für die Labour Party bei der dadurch notwendigen Nachwahl im Wahlkreis „Pontypridd“ am 11. Februar 1938 erstmals zum Mitglied des Unterhauses (House of Commons) gewählt und vertrat diesen Wahlkreis nach seinen Wiederwahlen am Unterhauswahl am 5. Juli 1945, 23. Februar 1950, 25. Oktober 1951, 26. Mai 1955, 8. Oktober 1959, 15. Oktober 1964, 31. März 1966 mehr als 32 Jahre lang bis zur Unterhauswahl am 18. Juni 1970 an, woraufhin sein Parteifreund Brynmor John zum neuen Abgeordneten dieses Wahlkreises gewählt wurde.
Während seiner langjährigen Parlamentszugehörigkeit war er unter anderem von 1939 bis 1945 Parlamentarischer Geschäftsführer (Whip) der Fraktion der Labour Party und im Anschluss von 1945 bis 1946 Comptroller of the Royal Household. 1946 wurde er als Nachfolger von George Mathers stellvertretender Parlamentarischer Hauptgeschäftsführer (Deputy Chief Whip) der Fraktion seiner Partei und zugleich Treasurer of the Household. Er bekleidete diese Funktionen bis zur Niederlage der Labour Party bei der Unterhauswahl am 25. Oktober 1951. Für seine Verdienste wurde er 1949 zum Commander des Order of the British Empire (CBE) ernannt. Nach der Wahlniederlage war er wiederum Whip der oppositionellen Labour-Fraktion und trat als solcher im Oktober 1959 zurück, um Platz für den zehn Jahre jüngeren Arthur Probert, dem Labour-Abgeordneten des benachbarten Wahlkreises „Aberdare“, zu machen. Als er seinen Platz als Hinterbänkler (Backbencher) einnahm, wurde er am 4. November 1959 sofort zum Vorsitzenden der Welsh Parliamentary Party, der Gruppe der walisischen Abgeordneten innerhalb der Labour-Fraktion, gewählt. In den 1950er und 1960er Jahren förderte und unterstützte er die Einführung neuer Industrien in den Tälern von Südwales. Im November 1960 stimmte er gegen die Gesetzesinitiative der konservativen Regierung, Kommunalwahlen an Sonntagen abzuhalten. Er war unverheiratet und verstarb kinderlos.